# Svarttjärnen (Arvidsjaurs socken, Lappland, 726999-163518)
Svarttjärnen är en sjö i Arvidsjaurs kommun i Lappland och ingår i Byskeälvens huvudavrinningsområde.